# 河內山百合
河內山百合（英語：Yuri Kochiyama、日语：／ Kōchiyama Yuri，1921年5月19日—2014年6月1日）是一位日裔美国人，人权活动家。

## 早年生活
河内山百合在1921年5月19日出生于美国加州聖佩德羅的一个较为富裕的家庭。她的父亲是日本移民中原 晴一(Seiichi Nakahara)，一位渔业商人 ；母亲是中原 津矢子(Tsuyako Nakahara)，一位有着大学学历的家庭主妇、钢琴教师。她有一个孪生的弟弟, Peter, 和一个哥哥, Arthur(又称Art)。他在一个白人社区里长大。在她年轻的时候参加过一个长老会教会，並在教會主日學教书。她曾在圣佩卓高中（San Pedro High School）担任首位女性学生會組織官員；她还曾为校报撰文，参加过网球队。她在1939年从高中毕业，随后去康普顿学院（Compton Junior College）读书。她在那里学习了英语、新闻学、和艺术，并于1941年从康普顿学院毕业。
1941年12月7日，日本轰炸珍珠港海军基地。当时她还在教堂教学，并不知道这个事件。轰炸之后不久，联邦调查局冲进她家，把她的父亲带走，原因是他被认为是会威胁国家安全的嫌疑人。事情发生的太快以至于她都不能质疑他们的行动。她的父亲生过重病，在被 FBI 逮捕之前不久才刚刚出院。在联邦监狱里，她的父亲无法获得任何医疗照顾。在1942年1月20日被释时，他已病得无法说话了。她的父亲在被释之后不久便去世了。
在她父亲去世后不久，美国政府强制从太平洋沿岸驱逐大约120,000名具有日本血统的人。百合，她的母亲和兄弟都被要求从家中撤离到一个由马棚改造而成的集中营里。后来又搬到了位于Jerome, Arkansas的战争迁移集中营，他们在那里又生活了3年。在拘留期间，她遇到了她未来的丈夫比尔・河内山（Bill Kochiyama )，一個第三代日裔美軍軍人。他们在1946年结婚，在1948年搬到了纽约。他们有6个孩子，在公住房里生活了12年。

## 紀念
2016年5月19日，Google在美國版首頁上發佈了紀念河內山百合95歲冥誕的塗鴉。由於河內山百合曾發表一些爭議性觀點，如對奥萨马·本·拉登和毛泽东表示崇拜，Google的這一舉措遭到了批評。美國參議員帕特·图米表示Google應向公眾致歉。但Google沒有正面回應此批評，亦沒有在首頁及塗鴉專頁移除這個塗鴉。